# Kochi United SC
Kōchi United Sports Club, (高知ユナイテッドスポーツクラブ 'Kōchi Yunaiteddo Supōtsukurabu'?) conocido también como Kōchi United SC (高知ユナイテッドSC, Kōchi Yunaiteddo Esushi), es un equipo de fútbol de Japón que juega en la J3 League, la tercera división nacional.

## Historia
Fue fundado el 1 de febrero de 2016 en Kōchi, Kōchi luego de la fusión de los equipos locales Igosso Kochi FC (アイゴッソ高知FC) y Kochi U Torastar FC (高知UトラスターFC) con el fin de ser el primer equipo de fútbol de la prefectura de Kochi en jugar en la J.League.
Luego de que oficialmente la compañía pasara a llamarse Kōchi United Sports Club Ltd., el Kochi United SC tomó el lugar del Kōchi FC' en la Liga de Shikoku. Como varios de los jugadores del Kōchi U Torastar FC no pudieron unirse el Kochi United SC, esperaron en la Liga de Shikoku luego de que el Kochi Sports Club Ltd. y la Universidad de Kochi establecieran al KUFC Nangoku el 1 de marzo de 2016 y ese equipo tomó el lugar del Kōchi U Torastar FC's en la Liga de Shikoku. En la temporada 2019 termina en segundo lugar en la liga y logra el ascenso a la Japan Football League por primera vez.
En su primera temporada en la JFL el Kochi United terminó en la posición 14. El 24 de septiembre de 2024 el Kochi United anunció que oficialmente consiguieron la licencia para jugar en la J3 League luego de que fuera aprobada por la Asociación de Directores. El 7 de diciembre de 2024 el Kochi United aseguró el ascenso a la J3 League por primera vez en su historia para la temporada 2025 luego de vencer al YSCC Yokohama por 2-0 en el partido de vuelta en la J3/JFL play-offs luego de ganar el partido de ida por 3-1.

## Uniforme
El uniforme de local del club pone el color rojo oscuro del Kochi FC y el verde del del Kōchi U Torastar FC.